# Peter Daka
Peter Marvin William Daka (* 3. November 1960) ist ein Politiker in Sambia.
Peter Daka war Einkaufsmanger, im Vorstand der Gewerkschaft Mineworkers Union von Roan und Mpatamatu und Mitglied im Panafrikanischen Parlament für Sambia, in dem er dem Ständigen Ausschuss für Geld und Finanzen vorsaß.
Peter Daka war zunächst Mitglied in der Heritage Party, wechselte und gewann für das Movement for Multiparty Democracy in der Nachwahl am 14. Oktober 2003 ein Mandat in der Nationalversammlung Sambias im Wahlkreis Msanzala im Distrikt Petauke. In der Kabinettsumbildung am 3. August 2005 wurde er stellvertretender Minister für Wissenschaft und Technik.
Im Oktober 2006 wurde er Minister für Kommunikation und Transport. Als solcher zeigte er sich zuletzt skeptisch mit Blick auf das Eastern Africa Submarine Cable System (EASSY), ein Glasfaserkabel mit einer Kapazität von zunächst 320, später 640 Gigabytes pro Sekunde, das von der Republik Südafrika bis in den Sudan reichen soll.